# Juegos del Pacífico
Los Juegos del Pacífico (antes conocidos como los Juegos del Pacífico Sur, en inglés: Pacific Games) son un evento multideportivo organizado cada cuatro años en el que participan exclusivamente las naciones y dependencias de Oceanía.
La primera edición tuvo lugar en Suva, Fiyi en 1963 luego de que la idea surgiera en 1959. Desde entonces se ha llevado a cabo en diversas ciudades del continente oceánico en quince oportunidades. Fiyi, Guam, Nueva Caledonia, Samoa, Papúa Nueva Guinea y la Polinesia Francesa recibieron los juegos en más de una ocasión, que en 2011 adoptaron su denominación actual.
En 1963 el país local, Fiyi obtuvo la mayor cantidad de medallas. En 1991 y 2015 lo propio hizo Papúa Nueva Guinea cuando organizó el torneo. En todas las demás ediciones Nueva Caledonia ha sido el país en obtener más preseas.

## Historia

### Inicios
La idea de organizar un evento multideportivo en la región surgió en 1959 durante un encuentro del Comité del Pacífico Sur en el que el fiyiano Sahu Khan propuso el proyecto. La idea fue adoptada y en una reunión llevada a cabo en Numea durante marzo de 1961, en la que participaron 11 estados, se designó a Suva, la capital de Fiyi, como sede de la primera edición. En 1962 tuvo lugar la fundación del Comité de los Juegos del Pacífico Sur.
646 atletas representando a 13 naciones, de las cuales el único estado independiente era Samoa Occidental, disputaron las medallas que otorgaban los 10 deportes de los primeros Juegos del Pacífico Sur. La cantidad de deportes se duplicó en Numea 1966, aunque el número de países participantes se mostró irregular, variando en cada edición. A partir de 1971 los juegos comenzaron a tener lugar cada cuatro años y no cada dos o tres como era anteriormente.

### Actualidad

Debido a las controversias en la bandera de Nueva Caledonia, el territorio de ultramar francés diseñó una bandera especial para ser utilizada en los Juegos del Pacífico.

En la XII edición, organizada en Suva, Fiyi, se aplicó por primera vez un nuevo sistema que incluía 32 deportes, muchos de ellos relacionados con la cultura oceánica. Además, se organizó una propaganda que aumentó significativamente el interés de la población fiyiana en los juegos y proyectos escolares que involucraron diversas escuelas de todo el país.
Los Juegos del Pacífico Sur 2007 realizados en Apia, Samoa, dejaron al estado samoano con una deuda de 92 millones de dólares, algo que no sucedió en la siguiente edición, que fuera la primera en no tener el Sur en el nombre.
Previo a Puerto Moresby 2015 se comenzó a especular con la idea de que los Juegos del Pacífico fueron remplazado por los Juegos de Oceanía, un evento idéntico al actual pero que contaría con la participación de Australia y Nueva Zelanda, los únicos dos países oceánicos que no participan bajo el formato vigente y que son, a su vez, dos potencias económicas y deportivas de la región. Finalmente, las delegaciones australiana y neozelandesa fueron invitadas a participar solo en los deportes en los que se consideró que «los países del Pacífico están a su altura».

## Controversias
El evento se ha visto afectado por diversas religiones, en especial la cristiana. Uno de los problemas surgió con el sábado sabático, en los que, por ejemplo, en Fiyi y Tonga estaba prohibido la práctica de cualquier actividad deportiva. Otro conflicto se generó con la vestimenta en ciertos deportes, como en el voleibol de playa, donde el uniforme oficial es un bikini, que posteriormente sería cambiado por ropa más conservadora.
La edición de Papeete 1995 estuvo a punto de sufrir el boicot de varias naciones por las pruebas nucleares que Francia llevó a cabo en el territorio de ultramar, aunque finalmente los Juegos fueron disputados normalmente.

## Ediciones
| Año  | Evento                   | Sede                          | Sede           | Sede               | Duración                         | Países | Deportes | Atletas | País ganador       | País ganador |
| ---- | ------------------------ | ----------------------------- | -------------- | ------------------ | -------------------------------- | ------ | -------- | ------- | ------------------ | ------------ |
| 1963 | I Juegos del Pacífico    | Bandera de Fiyi               | Suva           | Fiyi               | 29 de agosto al 8 de septiembre  | 13     | 10       | 700     | Fiyi               |              |
| 1966 | II Juegos del Pacífico   | Bandera de Nueva Caledonia    | Numea          | Nueva Caledonia    | 8 al 18 de diciembre             | 14     | 12       | 1200    | Nueva Caledonia    |              |
| 1969 | III Juegos del Pacífico  | Bandera de Papúa Nueva Guinea | Puerto Moresby | Papúa Nueva Guinea | 13 al 23 de agosto               | 12     | 15       | 1115    | Nueva Caledonia    |              |
| 1971 | IV Juegos del Pacífico   | Bandera de Polinesia Francesa | Papeete        | Tahití             | 25 de agosto al 5 de septiembre  | 14     | 17       | 2000    | Nueva Caledonia    |              |
| 1975 | V Juegos del Pacífico    | Bandera de Guam               | Tumon          | Guam               | 1 al 10 de agosto                | 13     | 16       | 1205    | Nueva Caledonia    |              |
| 1979 | VI Juegos del Pacífico   | Bandera de Fiyi               | Suva           | Fiyi               | 28 de agosto al 8 de septiembre  | 19     | 18       | 2672    | Nueva Caledonia    |              |
| 1983 | VII Juegos del Pacífico  | Bandera de Samoa              | Apia           | Samoa              | 5 al 16 de septiembre            | 14     | 14       | 2500    | Nueva Caledonia    |              |
| 1987 | VIII Juegos del Pacífico | Bandera de Nueva Caledonia    | Numea          | Nueva Caledonia    | 8 al 20 de diciembre             | 12     | 14       | 1650    | Nueva Caledonia    |              |
| 1991 | IX Juegos del Pacífico   | Bandera de Papúa Nueva Guinea | Puerto Moresby | Papúa Nueva Guinea | 7 al 21 de septiembre            | 16     | 17       | 2000    | Papúa Nueva Guinea |              |
| 1995 | X Juegos del Pacífico    | Bandera de Polinesia Francesa | Papeete        | Tahití             | 25 de agosto al 5 de septiembre  | 12     | 25       | 2000    | Nueva Caledonia    |              |
| 1999 | XI Juegos del Pacífico   | Bandera de Guam               | Santa Rita     | Guam               | 29 de mayo al 12 de junio        | 21     | 22       | 3000    | Nueva Caledonia    |              |
| 2003 | XII Juegos del Pacífico  | Bandera de Fiyi               | Suva           | Fiyi               | 28 de junio al 12 de julio       | 22     | 32       | 5000    | Nueva Caledonia    |              |
| 2007 | XIII Juegos del Pacífico | Bandera de Samoa              | Apia           | Samoa              | 25 de agosto al 8 de septiembre  | 22     | 33       | 5000    | Nueva Caledonia    |              |
| 2011 | XIV Juegos del Pacífico  | Bandera de Nueva Caledonia    | Numea          | Nueva Caledonia    | 27 de agosto al 10 de septiembre | 22     | 28       | 4500    | Nueva Caledonia    |              |
| 2015 | XV Juegos del Pacífico   | Bandera de Papúa Nueva Guinea | Puerto Moresby | Papúa Nueva Guinea | 4 al 18 de julio                 | 24     | 28       | 3796    | Papúa Nueva Guinea |              |
| 2019 | XVI Juegos del Pacífico  | Bandera de Samoa              | Apia           | Samoa              | 7 al 20 de julio                 | 24     | 26       | 3500    | Nueva Caledonia    |              |
| 2023 | XVII Juegos del Pacífico | Bandera de Islas Salomón      | Honiara        | Islas Salomón      | 14 al 28 de julio                | 24     | 24       | 3433    | Nueva Caledonia    |              |

### Anfitrión por país
Nota: Actualizado hasta Honiara 2023.
| País               | Sedes |
| ------------------ | ----- |
| Fiyi               | 3     |
| Nueva Caledonia    | 3     |
| Papúa Nueva Guinea | 3     |
| Guam               | 2     |
| Samoa              | 2     |
| Polinesia Francesa | 2     |
| Islas Salomón      | 1     |

## Deportes
El número de deportes disputados en los Juegos del Pacífico aumentó significativamente desde Suva 1963, en donde estuvieron presentes 10 disciplinas. En Puerto Moresby 2015 se jugaron 28 deportes, misma cantidad que su antecesor. En negrita los deportes que fueron parte de los Juegos del Pacífico 2015.
| - Atletismo - Bádminton - Baloncesto - Béisbol - Bowls - Boxeo - Canoa polinesia - Ciclismo - Críquet - Culturismo - Fútbol - Golf - Halterofilia | - Hockey - Judo - Karate - Levantamiento de potencia - Lucha - Natación - Navegación a vela - Netball - Piragüismo - Rugby - Rugby League - Rugby 7 - Sóftbol | - Squash - Surf - Taekwondo - Tiro - Tiro con arco - Tenis - Tenis de mesa - Touch rugby - Triatlón - Va'a - Voleibol - Voleibol de playa |

## Países participantes
| Nación                   | 1.ª part. | Estatus                                     | Rep. previa                                    |
| ------------------------ | --------- | ------------------------------------------- | ---------------------------------------------- |
| Australia                | 2015      | Estado soberano                             |                                                |
| Fiyi                     | 1963      | Estado soberano                             | Fiyi (1963-1969)                               |
| Guam                     | 1966      | Territorio no incorporado de Estados Unidos |                                                |
| Islas Cook               | 1963      | Estado Asociado a Nueva Zelanda             |                                                |
| Islas Marianas del Norte | 1987      | Estado Asociado a Estados Unidos            |                                                |
| Islas Marshall           | 1999      | Estado soberano                             |                                                |
| Islas Salomón            | 1963      | Estado soberano                             | Islas Salomón (1963-1971)                      |
| Kiribati                 | 1963      | Estado soberano                             | Islas Gilbert y Ellice (1963-1975)             |
| Micronesia               | 1999      | Estado soberano                             |                                                |
| Nauru                    | 1963      | Estado soberano                             | Nauru (1963-1966)                              |
| Isla Norfolk             | 1979      | Territorio externo de Australia             |                                                |
| Niue                     | 1963      | Estado Asociado a Nueva Zelanda             |                                                |
| Nueva Caledonia          | 1963      | Colectividad Sui Géneris de Francia         |                                                |
| Nueva Zelanda            | 2015      | Estado soberano                             |                                                |
| Palaos                   | 1999      | Estado soberano                             |                                                |
| Papúa Nueva Guinea       | 1963      | Estado soberano                             | Territorio de Papúa y Nueva Guinea (1963-1971) |
| Samoa                    | 1963      | Estado soberano                             |                                                |
| Samoa Americana          | 1963      | Territorio no incorporado de Estados Unidos |                                                |
| Tahití                   | 1963      | Colectividad de ultramar de Francia         |                                                |
| Tonga                    | 1963      | Estado soberano                             | Tonga (1963-1969)                              |
| Tuvalu                   | 1979      | Estado soberano                             |                                                |
| Tokelau                  | 1979      | Territorio dependiente de Nueva Zelanda     |                                                |
| Vanuatu                  | 1963      | Estado soberano                             | Nuevas Hébridas (1963-1979)                    |
| Wallis y Futuna          | 1966      | Colectividad de ultramar de Francia         |                                                |

## Medallero 1963-2019
| Núm. | País                     | Oro | Plata | Bronce | Total |
| ---- | ------------------------ | --- | ----- | ------ | ----- |
| 1    | Nueva Caledonia          | 957 | 780   | 646    | 2383  |
| 2    | Tahití                   | 545 | 455   | 479    | 1479  |
| 3    | Papúa Nueva Guinea       | 480 | 424   | 452    | 1356  |
| 4    | Fiyi                     | 452 | 549   | 483    | 1484  |
| 5    | Samoa                    | 206 | 169   | 191    | 566   |
| 6    | Nauru                    | 89  | 61    | 40     | 190   |
| 7    | Guam                     | 62  | 95    | 127    | 284   |
| 8    | Tonga                    | 49  | 61    | 92     | 202   |
| 9    | Samoa Americana          | 44  | 43    | 74     | 161   |
| 10   | Islas Cook               | 27  | 49    | 61     | 137   |
| 11   | Wallis y Futuna          | 25  | 39    | 84     | 148   |
| 12   | Micronesia               | 19  | 16    | 11     | 46    |
| 13   | Islas Salomón            | 17  | 53    | 104    | 174   |
| 14   | Australia                | 17  | 19    | 11     | 47    |
| 15   | Vanuatu                  | 15  | 49    | 73     | 137   |
| 16   | Palaos                   | 9   | 15    | 13     | 37    |
| 17   | Kiribati                 | 6   | 17    | 26     | 49    |
| 18   | Isla Norfolk             | 5   | 13    | 17     | 35    |
| 19   | Islas Marianas del Norte | 5   | 12    | 12     | 29    |
| 20   | Tokelau                  | 3   | 2     | 1      | 6     |
| 21   | Nueva Zelanda            | 1   | 9     | 10     | 20    |
| 22   | Tuvalu                   | 1   | 3     | 5      | 9     |
| 23   | Niue                     | 1   | 5     | 10     | 16    |
| 24   | Islas Marshall           | 0   | 3     | 11     | 14    |

### Medallas por edición
| País                   | 1963 | 1966 | 1969 | 1971 | 1975 | 1979 | 1983 | 1987 | 1991 | 1995 | 1999 | 2003 | 2007 | 2011 | 2015 | 2019 |
| ---------------------- | ---- | ---- | ---- | ---- | ---- | ---- | ---- | ---- | ---- | ---- | ---- | ---- | ---- | ---- | ---- | ---- |
| Australia              | -    | -    | -    | -    | -    | -    | -    | -    | -    | -    | -    | -    | -    | -    | 47   |      |
| Fiyi                   | 84   | 59   | 56   | 46   | 37   | 62   | 43   | 38   | 66   | 140  | 140  | 177  | 136  | 130  | 114  |      |
| Guam                   | -    | 0    | 6    | 13   | 13   | 27   | 6    | 22   | 37   | 41   | 72   | 18   | 10   | 11   | 13   |      |
| Is. Marianas del Norte | -    | -    | -    | -    | -    | -    | -    | 6    | 0    | 3    | 16   | 2    | 0    | 1    | 0    |      |
| Islas Marshall         | -    | -    | -    | -    | -    | -    | -    | -    | -    | -    | 7    | 0    | 2    | 0    | 5    |      |
| Islas Cook             | 5    | 1    | -    | 4    | 5    | 6    | 7    | 4    | 11   | 12   | 1    | 18   | 22   | 12   | 29   |      |
| Islas Salomón          | 0    | 2    | 3    | 5    | -    | 5    | 4    | -    | 7    | 24   | 21   | 14   | 27   | 22   | 28   |      |
| Kiribati               | 2    | 0    | -    | 0    | 0    | 0    | -    | -    | -    | -    | 6    | 12   | 6    | 13   | 9    |      |
| Micronesia             | -    | -    | -    | -    | -    | -    | -    | -    | -    | -    | 12   | 11   | 13   | 3    | 4    |      |
| Nauru                  | 0    | 6    | 7    | 0    | 0    | 0    | -    | -    | 8    | -    | 42   | 46   | 36   | 28   | 22   |      |
| Isla Norfolk           | -    | -    | -    | -    | -    | 4    | 3    | 5    | 3    | 1    | 2    | 7    | 1    | 0    | 7    |      |
| Niue                   | 0    | -    | -    | -    | -    | 0    | 0    | -    | 0    | -    | -    | 5    | 2    | 6    | 2    |      |
| Nueva Caledonia        | 27   | 99   | 77   | 92   | 102  | 102  | 63   | 168  | 85   | 182  | 170  | 240  | 277  | 288  | 165  |      |
| Nueva Zelanda          | -    | -    | -    | -    | -    | -    | -    | -    | -    | -    | -    | -    | -    | -    | 20   |      |
| Palaos                 | -    | -    | -    | -    | -    | -    | -    | -    | -    | -    | 10   | 4    | 16   | 4    | 2    |      |
| Papúa Nueva Guinea     | 32   | 32   | 64   | 77   | 65   | 56   | 43   | 69   | 100  | 101  | 84   | 76   | 94   | 121  | 217  |      |
| Samoa                  | 3    | 8    | 9    | 17   | 18   | 27   | 45   | -    | 38   | -    | 32   | 55   | 126  | 72   | 51   |      |
| Samoa Americana        | 7    | 5    | 6    | 14   | 12   | 12   | 14   | 19   | 23   | -    | 15   | 4    | 22   | 0    | 8    |      |
| Tahití                 | 10   | 30   | 32   | 70   | 94   | 79   | 44   | 116  | 80   | 197  | 77   | 123  | 118  | 243  | 113  |      |
| Tonga                  | 8    | 3    | 12   | 11   | -    | 9    | 6    | 12   | 15   | 26   | 15   | 20   | 27   | 20   | 17   |      |
| Tuvalu                 | -    | -    | -    | -    | -    | 0    | -    | -    | -    | -    | -    | 0    | 2    | 3    | 4    |      |
| Tokelau                | -    | -    | -    | -    | -    | 0    | -    | -    | -    | -    | -    | 1    | 5    | 0    | 0    |      |
| Vanuatu                | 1    | 2    | 7    | 1    | 8    | 8    | 10   | 0    | 7    | 19   | 22   | 19   | 12   | 17   | 22   |      |
| Wallis y Futuna        | -    | 14   | 7    | 9    | 11   | 3    | 8    | 12   | 18   | 19   | 20   | 9    | 4    | 12   | 8    |      |